# Thomas Murton
Thomas Murton (* 7. Oktober 1928; † 10. Oktober 1990) war ein US-amerikanischer Pönologe. Als Aufklärer von Missständen in Gefängnissen lieferte er die Vorlage für den Film Brubaker.

## Ausbildung
An der Oklahoma State University studierte Murton zunächst Tierzucht, worin er 1950 seinen ersten Abschluss als Bachelor erhielt. Ein weiteres Diplom erwarb er 1957/58 in Fairbanks im Fach Mathematik; sein Studium wurde unterstützt durch die G. I. Bill. 1964 schrieb sich Murton an der University of California in Berkeley ein, wo er 1966 einen Master of Arts in Kriminologie erhielt. Nach seiner Entlassung aus den Staatsdiensten in Arkansas 1968 erwarb er in Berkeley einen Doktorgrad in Kriminologie.

## Karriere
Murton lehrte an der Southern Illinois University, als ihn der republikanische Gouverneur von Arkansas, Winthrop Rockefeller, 1968 beauftragte, das Gefängnissystem des Staates zu reformieren. Als Leiter der Haftanstalten Tucker State Prison Farm und Cummins State Prison Farm erlebte er, dass Vergewaltigung, Folter und Korruption zum Gefängnisalltag gehören.
Als Murton schließlich auf der Tucker Prison Farm auf ein Massengrab mit über 200 Gefangenen stieß, die im Laufe der vergangenen Jahrzehnte durch Wärter und andere Häftlinge ermordet wurden, enthob man ihn seines Amtes. Er wurde gezwungen, den Bundesstaat Arkansas zu verlassen, da er sonst eine Anklage wegen Grabräuberei zu befürchten hätte, die damals mit 21 Jahren Haft belegt war. Zwei Jahre nach Murtons Entlassung gab es einen Aufstand im Gefängnis und eine Menschenrechtskommission setzte sich für die Inhaftierten ein. Gouverneur Rockefeller wurde nicht wiedergewählt.
Zusammen mit Joe Hyams verfasste Murton das Buch Accomplices to the Crime: The Arkansas Prison Scandal über seine Erfahrungen während seiner Zeit als Gefängnisdirektor; Murton fand anschließend keine Tätigkeit mehr im Bereich des Justizvollzugs. Murton kehrte von 1971 bis 1979 in den Hochschulbetrieb zurück und lehrte an der University of Minnesota. 1980 verließ er den Campus und zog sich auf die Farm seiner Mutter in Deer Creek zurück. Dort verstarb er zehn Jahre später an Krebs.
1982 schrieb Murton sein zweites Buch über Reformen im Strafvollzug, The Dilemma of Prison Reform.

## Film
Murton wurde durch den 1980 entstandenen Film Brubaker bekannt, bei dem er Regisseur Stuart Rosenberg zur Seite stand. Die Rolle des Gefängnisdirektors spielte Robert Redford.